# Nancras
Nancras is een gemeente in het Franse departement Charente-Maritime (regio Nouvelle-Aquitaine) en telt 418 inwoners (1999). De plaats maakt deel uit van het arrondissement Saintes.

## Geografie
De oppervlakte van Nancras bedraagt 3,1 km², de bevolkingsdichtheid is 134,8 inwoners per km².
De onderstaande kaart toont de ligging van Nancras met de belangrijkste infrastructuur en aangrenzende gemeenten.

## Demografie
Onderstaande figuur toont het verloop van het inwonertal (bron: INSEE-tellingen).